# Бокгольт-Ганреддер
Бокгольт-Ганреддер (нім. Bokholt-Hanredder) — громада в Німеччині, розташована в землі Шлезвіг-Гольштейн. Входить до складу району Піннеберг. Складова частина об'єднання громад Ранцау.
Площа — 8,56 км2. Населення становить 1305 ос. (станом на 31 грудня 2020).